# (2250) Stalingrad
(2250) Stalingrad es un asteroide perteneciente al cinturón de asteroides descubierto por Tamara Mijáilnovna Smirnova el 18 de abril de 1972 desde el Observatorio Astrofísico de Crimea, en Naúchni.

## Designación y nombre
Stalingrad fue designado al principio como 1972 HN.
Más tarde se nombró por la batalla de Stalingrado, enfrentamiento bélico que tuvo lugar en la ciudad homónima durante la Segunda Guerra Mundial.

## Características orbitales
Stalingrad orbita a una distancia media de 3,187 ua del Sol, pudiendo alejarse hasta 3,777 ua y acercarse hasta 2,596 ua. Su excentricidad es 0,1854 y la inclinación orbital 1,511 grados. Emplea en completar una órbita alrededor del Sol 2078 días.

## Características físicas
La magnitud absoluta de Stalingrad es 11,9.